# Laurie S. Fulton
Laurie Susan Fulton (født 2. juli 1949) var USA's ambassadør i Danmark 15. juli 2009-15. februar 2013.
Fulton var den første kvindelige amerikanske ambassadør i Danmark siden 1968, og afløste James P. Cain, som forlod ambassadørposten i januar 2009. Hun blev afløst af Rufus Gifford. Hun er partner i advokatfirmaet Willimas & Connolly i Washington DC og i 2004 blev hun udnævnt til en af Washingtons topadvokater af tidsskriftet Washingtonian Magazine.
Laurie Susan Fulton gjorde sin entre i amerikansk politik i 1979, hvor hun hjalp sin daværende mand, Thomas Daschle, som hun har 3 børn med, til en plads i Repræsentanternes Hus.
Fulton er udpeget af præsident Barack Obama og har en morfar fra Danmark:
| Citat         | Min morfar emigrerede fra Danmark til USA for 99 år siden, da han var 16. Da han blev myndig, meldte han sig ind i the Minnesota National Guard, og han deltog på amerikansk side i Første Verdenskrig i Europa. | Citat |
| Laurie Fulton | |       |